# 大韓航空85號班機劫機誤報事件
大韓航空85號班機（KE85，KAL85）是由韓國漢城（現稱首爾）經美國安克雷奇飛往紐約的定期客運航班。2001年9月11日，該班機在飛往安克雷奇途中因誤報遭劫持而被要求降落在加拿大白馬市，而此事源於該機的機師在進入美國領空後向大韓航空控制中心發出的信息中含有代表劫机的“HJK”字眼（hijacked一词为英语被劫机的意思，“HJK”在航空通讯中作为“hijacked”的缩写），隨後在管制員詢問時將应答机代碼調為7500（劫機代碼），导致空管人员误认为该架飞机已经被劫持。當時美加正處於九一一袭击事件後不久的恐慌中，美國政府和時任加拿大總理让·克雷蒂安授權軍方在必要時可將該機擊落。最終，該機在美軍F-15鷹式戰鬥機的護航下降落在加拿大西北部育空地區的埃里克·尼爾森白馬國際機場。

## 事件經過
九一一袭击事件發生後，美國政府指示所有飛往美國的飛機返航（若剩餘燃料不足則在加拿大備降）。KE85號班機的飛行員在與大韓航空控制中心通信時用到了“HJK”這個代表劫機（hijacked）的縮寫。飛行員在發送此信息時，提供無線電通信服務的航空無線電通信公司（ARINC）注意到了信息中的“HJK”代碼。航空無線電通信公司的管理人員認為韓國飛行員可能在發送求救代碼，呼叫北美空防司令部應對此事。北美空防司令部在不敢怠慢的情況下命令F-15戰鬥機從位於安克雷奇的埃尔门多夫空军基地緊急升空，以攔截大韓航機。阿拉斯加航空交通管制亦向KE85的飛行員詢問了數個代碼形式的問題，民航機飛行員在飛機遭劫持時會以代碼的形式回答這些問題。
空管指示KE85班機將應答機代碼調為7500（劫機代碼），認為該班機如未遭劫持，將拒絕該指示。但KE85班機反而接受了這一指示，空管由此認為該班機確實已被劫持。時任阿拉斯加州長托尼·諾爾斯擔心恐怖分子可能使用遭劫的飛機撞擊阿拉斯加的目標，命令安克雷奇所有大型酒店和政府大樓內的人員撤離。同時在安克雷奇附近的瓦爾迪茲，美国海岸警卫队命令所有載有油料的油輪出海。負責指揮戰機攔截KE85班機的诺顿·施瓦茨中將於2001年接受採訪時表示他已做好在KE85班機襲擊阿拉斯加任一可能的目標之前將其擊落的準備。
得知KE85號班機若接近任一可能的目標則會被擊落後，安克雷奇空管通知KE85班機避開所有人員密集地，飛往加拿大育空白馬。北美空防司令部立即向加拿大方面提出將KE85班機在加拿大上空擊落的請求：
“我說：‘是的，你如果覺得他們是恐怖分子，就再呼叫我一次，但一定要做好將其擊落的打算。’所以我原則上做出了授權，但是這有些可怕……（因為）這架飛機載有數百人，你卻不得不做出那樣一個決定……但你要做好足夠的心理準備。我想了一下——要知道，有時你不得不做出那些令你在不安中度過餘生的決定。”。——让·克雷蒂安 2001年
KE85班機發出劫機信號90分鐘後安全降落在加拿大白馬機場。飛機降落前，加拿大官方命令所有學校和大型建築內的人員疏散。在機坪上，全副武裝的皇家加拿大騎警警官在訊問KE85班機的飛行員後得知，這一系列令人緊張的事件源自翻譯錯誤。飛行員稱其應空管員命令調整應答機代碼，空管員也確認自己下過這個命令。在白馬市停留的還有一架來自韓國的波音747貨機。
截至2023年12月，大韓航空仍然在首爾—紐約航班上使用KE85/86這對航班號，但不再經停安克雷奇，機型也改為使用波音747-8。

## 誤報事件時間軸

### 2001年9月11日
- KE85號班機從仁川國際機場起飛。
- 上午8時46分40秒（以下均按北美东部时区計）—美國航空11號班機撞入世界贸易中心北塔
- 上午9時03分11秒—聯合航空175號班機撞入世貿中心南塔[10][11]
- 上午9時37分—美國航空77號班機撞入五角大楼[12]
- 上午9時59分04秒—世貿中心南塔倒塌
- 上午10時03分11秒—聯合航空93號班機遭劫持後在賓夕法尼亞州墜毀[13]
- 上午10時10分—五角大樓外墻在美航77號班機撞擊下倒塌
- 上午10時28分—世貿中心北塔倒塌
- 上午11時08分—KE85號班機在向控制中心發送信息時使用了“HJK”劫機代碼
- 中午12時00分—航空無線電通信公司官員將大韓班機發出劫機代碼一事通知北美空防司令部
- 下午1時00分—戰機從埃爾門多夫空軍基地緊急升空，準備攔截KE85班機
- 下午1時24分—KE85班機將應答機調至7500劫機代碼[6]
- 下午1時45分－2時45分—阿拉斯加州長托尼·諾爾斯下令潛在襲擊目標內的人員撤離
- 下午2時54分—KE85號班機安全降落，確認其未遭劫持

## 其他備降情況
黃絲帶行動是加拿大交通部在九一一事件發生後發起的行動，在聯邦航空管理局下令全美禁飛時開始，赴美的國際航班不得不備降加拿大的部分機場。在行動中，除了軍用、警用及人道援助用機外，準備起飛的航班全部取消，加拿大由此首次關閉領空。在行動中，255架飛機備降在加拿大的17個機場。一些前往舊金山、洛杉磯等西海岸城市的班機備降溫哥華國際機場，而前往美國東海岸的班機則備降哈利法克斯罗伯特·洛恩·斯坦菲尔德国际机场、甘德国际机场等地。
受袭击事件影响，9月12日当天的赴美班机几乎停飞。